# Primera División 1962 (Argentina)
La Primera División 1962 è stata la trentaduesima edizione del massimo torneo calcistico argentino e la trentaduesima ad essere disputata con la formula del girone unico.

## Classifica
| Pos | Club                        | G  | V  | N  | S  | GF | GS | P  |
| 1   | Boca Juniors                | 28 | 18 | 7  | 3  | 45 | 18 | 43 |
| 2   | River Plate                 | 28 | 18 | 5  | 5  | 61 | 28 | 41 |
| 3   | Gimnasia y Esgrima La Plata | 28 | 16 | 6  | 6  | 47 | 28 | 38 |
| 4   | Independiente               | 28 | 12 | 11 | 5  | 41 | 27 | 35 |
| 5   | Chacarita Juniors           | 28 | 12 | 6  | 10 | 51 | 44 | 30 |
| 5   | Rosario Central             | 28 | 10 | 10 | 8  | 38 | 31 | 30 |
| 7   | Atlanta                     | 28 | 11 | 6  | 11 | 34 | 28 | 28 |
| 7   | Huracán                     | 28 | 10 | 8  | 10 | 36 | 35 | 28 |
| 9   | Racing Club de Avellaneda   | 28 | 8  | 10 | 10 | 39 | 41 | 26 |
| 10  | Argentinos Juniors          | 28 | 8  | 7  | 13 | 46 | 53 | 23 |
| 11  | San Lorenzo de Almagro      | 28 | 7  | 8  | 13 | 39 | 51 | 22 |
| 11  | Ferro Carril Oeste          | 28 | 6  | 10 | 12 | 34 | 52 | 22 |
| 13  | Vélez Sársfield             | 28 | 5  | 11 | 12 | 35 | 55 | 21 |
| 14  | Estudiantes de La Plata     | 28 | 5  | 10 | 13 | 34 | 53 | 20 |
| 15  | Quilmes                     | 28 | 3  | 7  | 18 | 26 | 62 | 13 |

### Classifica marcatori
|  | Gol | Marcatore   | Squadra     |  |
|  | --- | ----------- | ----------- |  |
|  | 25  | Luis Artime | River Plate |  |
|  |     |             |             |  |